# Тин (огорожа)

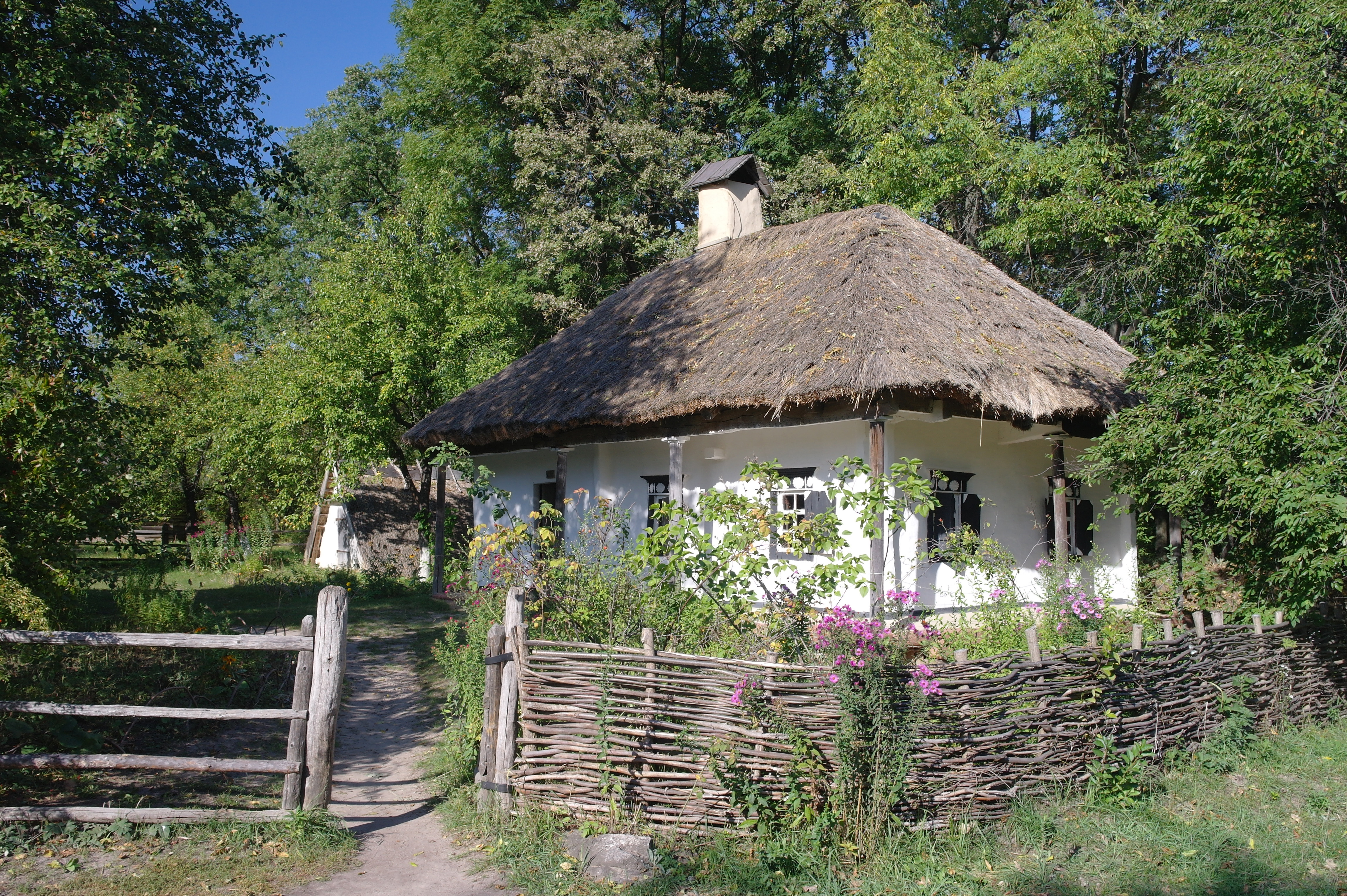
Тин біля хати. Музей у Пирогові

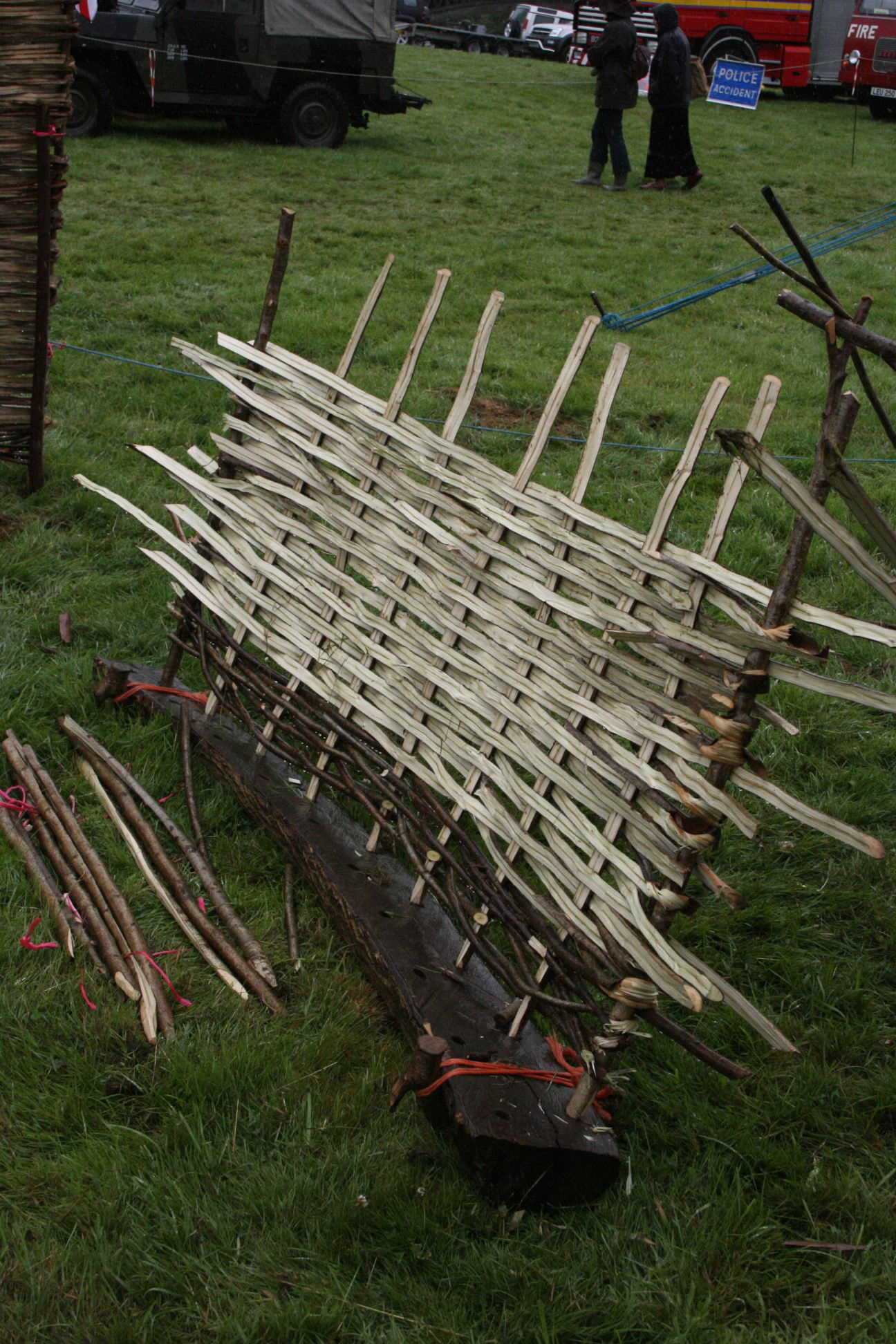
Плетіння тинової панелі з розколотої деревини

Тин — «огорожа, сплетена з лози, тонкого гілля; пліт». Пліт — огорожа, плетена з хворосту (хмизу); плетений тин. Частіше застосовується у степовій, малолісистій місцевості, де будівельний ліс є дефіцитним матеріалом. Тин із горщиками та дзбанами на жердинах — одна зі складових образу типової східноукраїнської оселі.

## Назва

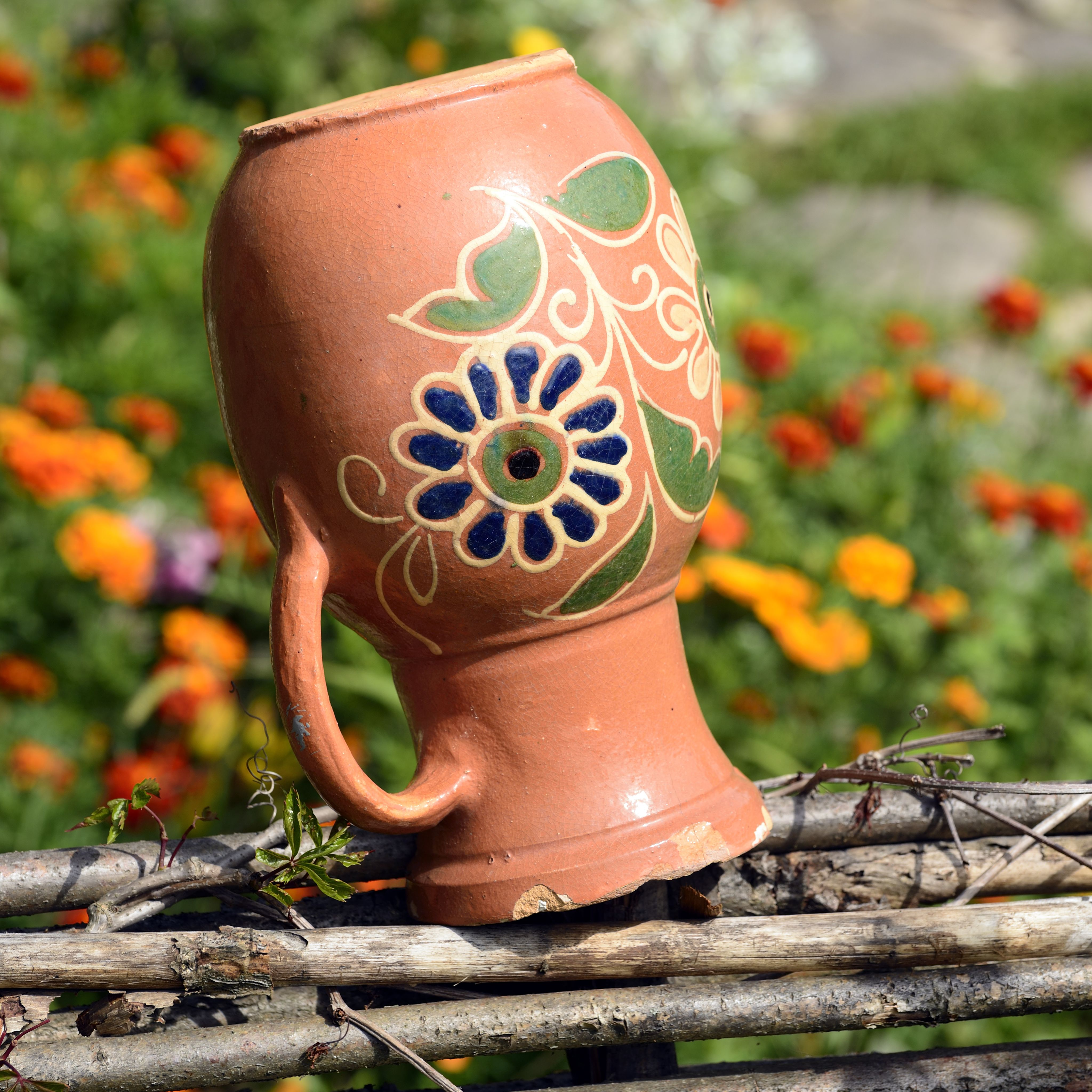
Опішнянський глечик на плоті

Слово пліт, діал. о́плі́ток, заст. плетінь (д.-рус. плотъ) за походженням пов'язане з дієсловом «плести». Споріднене з південнорос. плот («тин, огорожа»), серб. пло̑т/plot і хорв. plot, словен. plọ̑t, plọ̑ta, plotȗ, чеськ. і словац. plot, пол. рɫot, в.-луж. pɫót, н.-луж. рɫot. Споріднені слова в інших індоєвропейських мовах: грец. πλόκαμος, πλοχμός («коса»), πλεκτή («плетена мережа»), вестфальськ. flahte («бічна дошка візка»), гот. flahta («коса»).

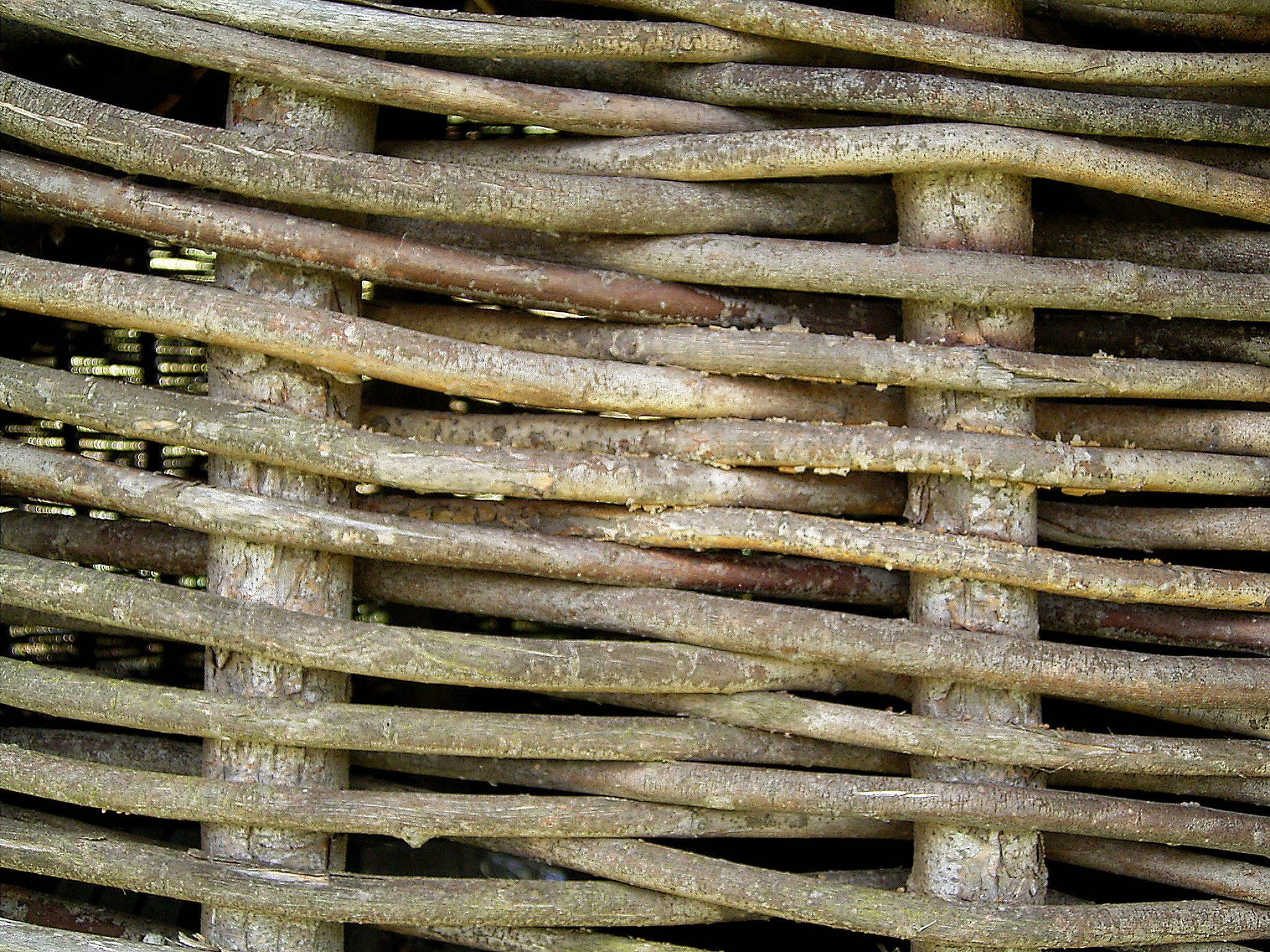
Переплітіння лози в тині

У сучасній українській мові також поширена інша назва таких огорож — «тин». У давньоруській слово тынъ значило «огорожа, частокіл». Вважається давнім (до ІІ ст. н. е.) запозиченням з германських мов, порівнюється з дав.-ісл. tún («садиба, двір, сад»), дав.-англ. і ст.-н.-нім. tún («огорожа»), давн.в-нім. zûn (так само). Тинком також називають сплетений з лози, очерету щит, яким щось загороджують або перегороджують (наприклад, під час ловлі риби).
Ще одна назва «лі́са» походить від д.-рус. лѣса («плетінка»). Споріднена з біл. леса («плетінка, сітка») і з рос. леса, леска («волосінь»).

## Історія і сучасність
Легкі плетені огорожі відомі справіку. Тонке гілля було зручнішим у використанні, ніж важкі колоди, тому люди здавна уживали їх у будівництві: первісно пліт слугував не огорожею, а стіною примітивних осель. Навіть простий тин міг бути основою легкої споруди, куреня, а покритий товстим шаром глини (часто змішаною з гноєм та соломою) він заміняв дерев'яні стіни (техніка мазанки). Заповнюючи простір між двома плотами глиною, землею чи соломою, отримували товстіші стіни (відомі як «загати») для будов і огорож. Слово «прясло», яке первісно означало окрему секцію плоту між двома кілками (пов'язане з дієсловом прясти), пізніше стало означати ділянку стіни між двома архітектурними елементами, двома фортечними баштами. Прясла плоту використовували й для влаштування стель, укладаючи їх на стельові балки-сляжі. У техніці плоту виплетали стіни повіток, кукурудзосховищ-кошниць, підпорні стінки призьб. Також легка плетена огорожа слугувала для розмежування земляних ділянок на полях. Похилений пліт лагодили за допомогою так званих «лещат»: по обидва боки плоту вбивалися два стовпи і стягалися планками, які проходили наскрізь їх (це називалося «взяти тин у лещата»).
Плоти роблять як із пруття, так і зі стеблин рогозу, виноградної лози, бамбука, соломи і навіть з корчуватого гілля. Над плотом може влаштовуватися легка солом'яна покрівля — острі́шок. На заході Карпат і на Поліссі переважав тин, в якому три горизонтально прикріплені до стовпців жердини запліталися вертикально гілками смереки, осики, ліщини або лози.
Як огорожа традиційного українського житла, тин поширився наприкінці XIX — на початку XX ст. у переважній більшості районів лісостепової та степової смуги, поступившись огорожам з колод, каменю та землі.

## Виготовлення тину
Тин робиться з гнучкого пруття, краще з ліщини або верби. На велику огорожу зазвичай використовують пруття 2-3 см завтовшки. Для декоративної загорожки підійде пруття у 1-2 см. Заготовлювати матеріал краще рано навесні або пізно восени.

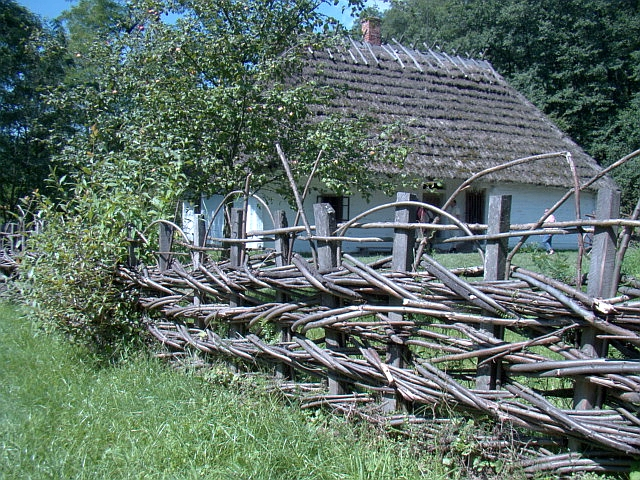
Горизонтальний тин у Музею народної архітектури в Сяноці

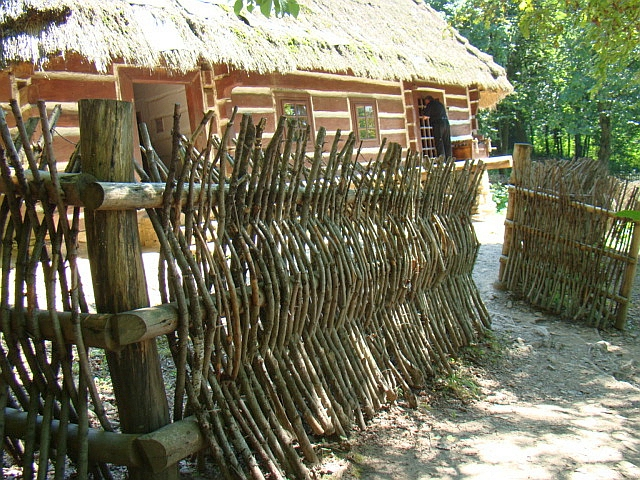
Вертикальний тин у Музею народної архітектури в Сяноці

Найбільш поширений горизонтальний тин. Для його основи необхідні кілки-стійки («тинини») близько 2 м завдовжки (у традиційному будівництві, якщо кілок виявлявся надто коротким, його нарощували вставленим у тин подовжувачем-натичкою, зв'язуючи разом ужівкою). Найкращий матеріал для них — деревина модрини, але також можна використовувати і сосну. Якщо тин має чисто функціональне, а не декоративне призначення, можна зробити стійки із залізних труб. Дерев'яні стійки краще обробити антисептиком для запобігання гниттю. Кілки або труби вбиваються у землю на відстані 0,2 — 1 м один від одного. Слід враховувати, що для переплетіння щільнопоставлених кілків необхідно мати дуже гнучке пруття. Глибина, на яку рекомендується вбити кілки, має дорівнюватися до чверті всієї висоти кілка. Для того, щоб тин слугував довше, рекомендується не вбивати кілки в землю, а викопати під них канаву 0,5 м завглибшки, де вони встановлюються на потрібній відстані і присипаються піском або щебенем (для кращого дренажу). Тин починається і закінчується замками — розташованими впритул кілками. Їхня задача — надійно скріплювати кінці прутів на краях огорожі. Щоб стійки держалися рівно під час роботи і не перекошувалися, їх з'єднують зверху подовжніми планками або протягають між ними дріт (цю зв'язку можна зробити непомітною, якщо над нею проплести два-три ряди пруття). Наступний етап — саме плетіння, і починати його потрібно від землі. Кожен з наявних прутів потрібно просмикнути між стійками, огинаючи прут «вісімкою» навперемінно то спереду, то ззаду. Як тільки прут закінчується, ми продовжуємо ряд новим, причому його починають плести з передостаннього кілка, тобто якщо прут закінчився на п'ятому, починаємо новим з четвертого (щоб не було прозорів). Для плетіння краще використовувати прути різної довжини, вправно комбінуючи їх, щоб приховати місця стиків. Частота прутів буде регулювати прозорість конструкції. Тут важно пам'ятати, що пруття з часом усихає, тому заплітати його треба дуже щільно. Можна зробити чисто символічний тин, використовуючи 4-5 рядів прутів, а можна повноцінний паркан, який згодом може стати відмінною опорою для в'юнкої рослинності.
Вертикальний тин більш схожий зі штахетами. Для його створення встановлюються товсті стійки з горизонтальними перекладинами, які переплітаються пруттям. При вертикальному плетенні слід заплітати прути таким чином, щоб окоренки (ширші кінці) розташовувалися у землі, а вершечки — зверху, де вони обплітаються навколо верхньої перекладини. Якщо використовують вербові прути, вони можуть надалі вкоренитися і тин стане живоплотом.
У техніці плоту можна також виконати хвіртки, навіси та інші елементи конструкцій. Тин з необробленого матеріалу слугує 5-6 років, термін служби тину зі спеціально обробленого пруття може сягати десятків років.

## Використання
- Тинки використовують для складання тимчасових огорож[21], тимчасового закриття пролому в огорожі, плоті.
- Використовують їх для перегородження проток, єриків під час ловлі риби[21].
- У середньовічній Англії плетений тинок іноді використовували як імпровізовану волокушу для доставки злочинця до місця страти[22].
- Плетені тинки використовують для укріплення берегів річок, захисту їх від ерозії[23].
- Для захисту новопосаджених живоплотів їх обносять тинками[24].
- Тинки, прив'язані до двох вбитих у ґрунт кілків, слугують штучними перешкодами в стипль-чезі, легкій атлетиці.
- Обмазані глиною із соломою тинки використовували як стінні панелі у фахверкових конструкціях.

## Тин у геральдиці

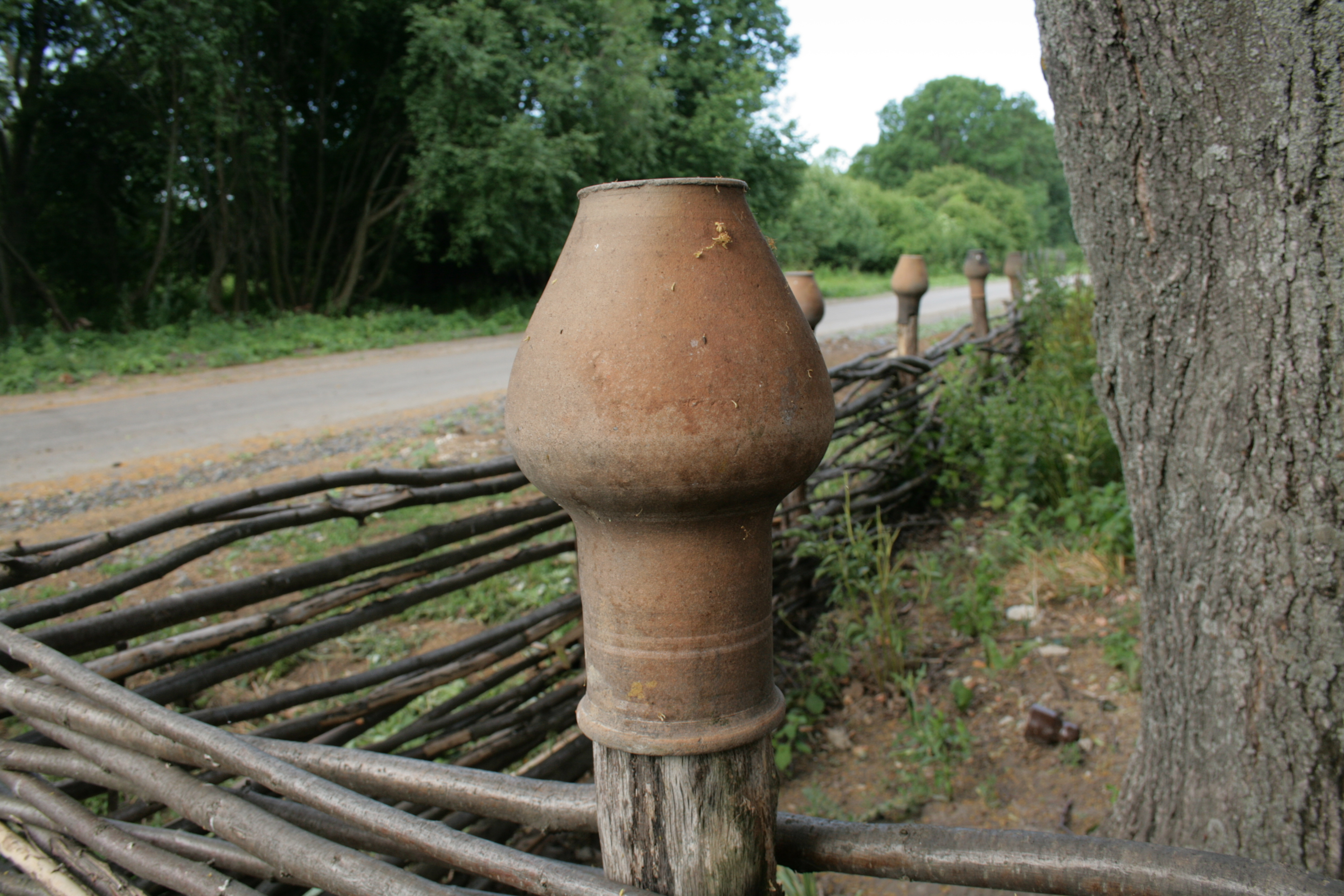
Дзбан на плоту

Зображення плетеної огорожі можна побачити на гербах деяких сільських поселень. Це просто означає, що основним заняттям жителів у минулому було плетіння. Так, тин зображено на гербі Гандорфа (району міста Мюнстера у Вестфалії, Німеччина) і на гербі берлінського району Фрідріхвальде.

## У культурі

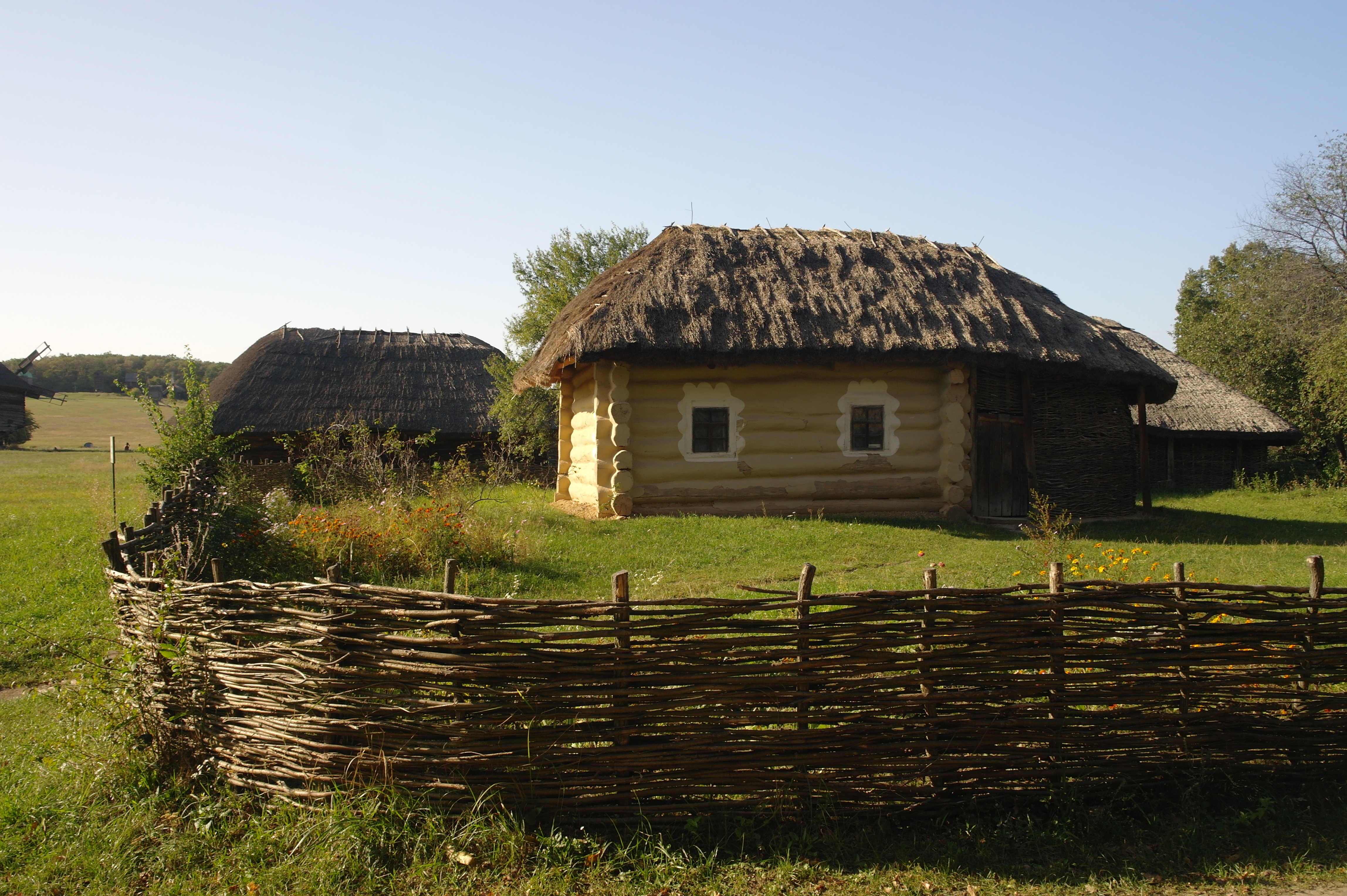
Тин перед рубленою хатою. Музей у Пирогові.

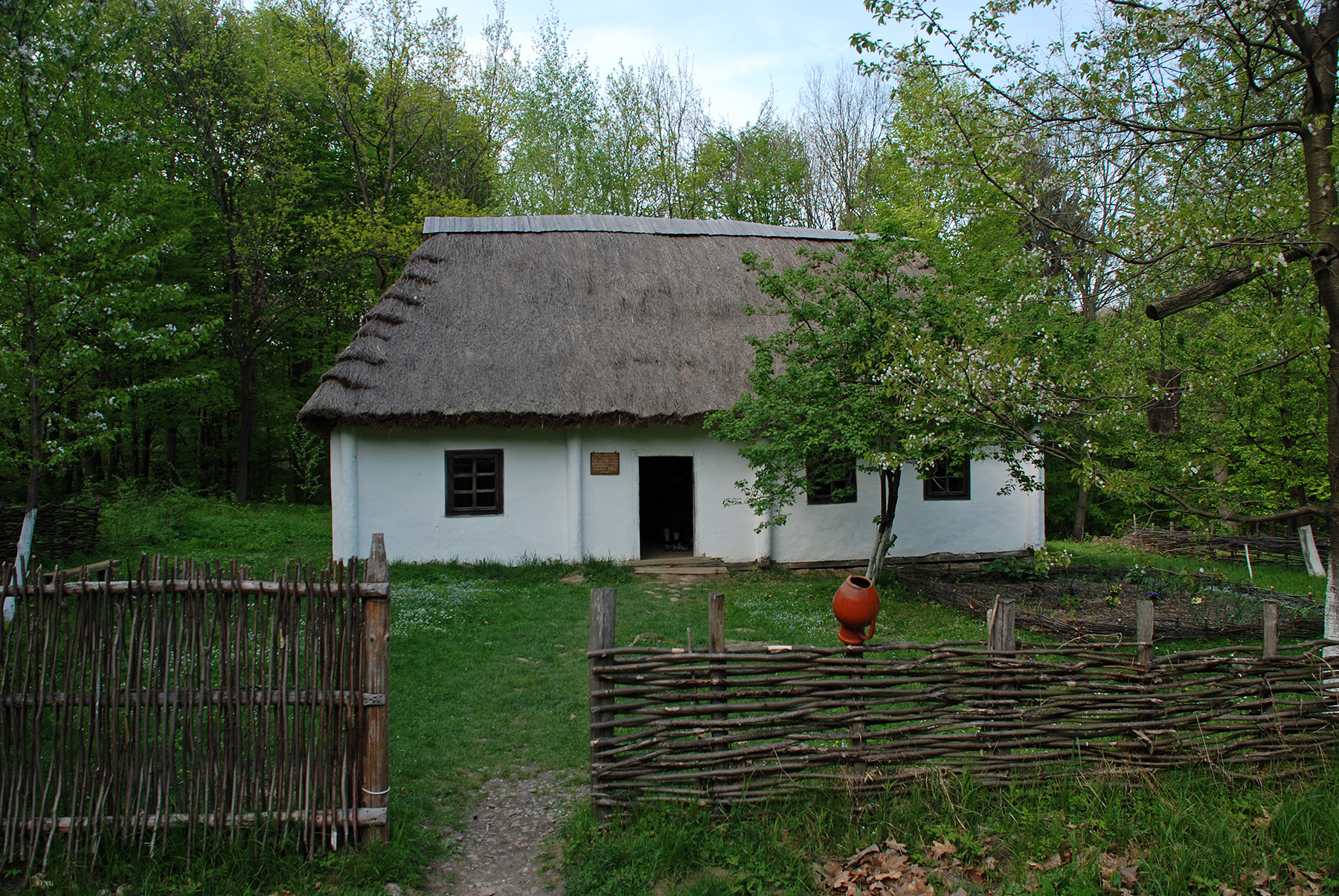
Вертикальний і горизонтальний плоти перед покутською хатою. Музей у селі Крилос.

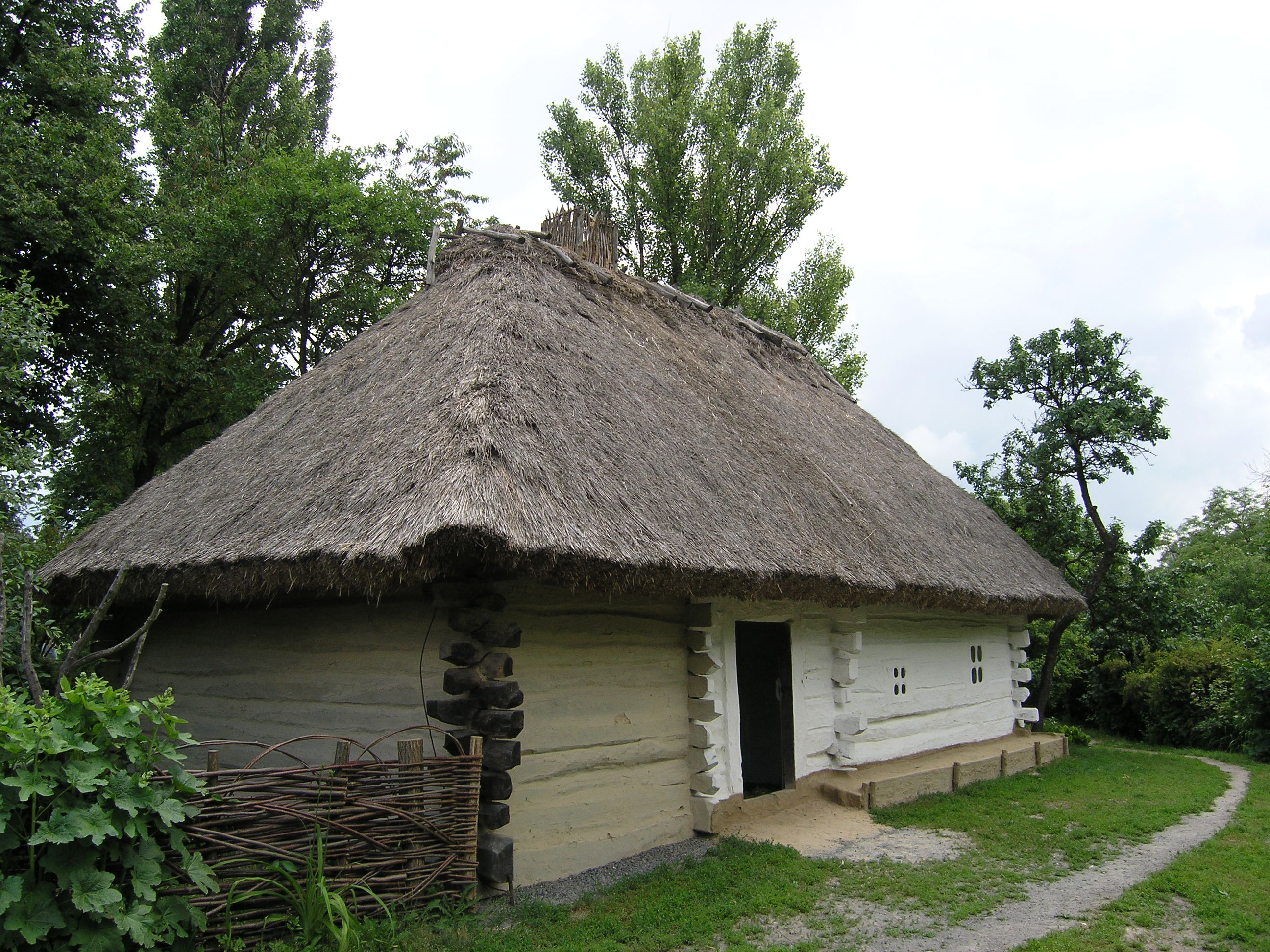
Тин коло батьківської хати Тараса Шевченка. Музей Тараса Шевченка в с. Шевченкове.

### Мовні звороти
- Аж тини тріщать — вживається для увиразнення інтенсивності якоїсь дії
- Скакати через пліт — мати нешлюбні зв'язки, бахурувати
- Під тином — просто неба, надворі
- Тинятися попідтинню — бути без притулку, жебракувати[25]
- Нашому тинові двоюрідний пліт — про далеке споріднення
- Через тин навприсядки — про далеку спорідненість чи відсутність її
- Ні в тин ні в ворота — нікуди не годиться; недоречно, не до ладу
- Під чужим тином — між чужими людьми, серед чужих людей
- Під чужий тин — до чужих людей
- Тин у (об) тин (тин з тином) жити — бути сусідами; жити поруч, по сусідству
- Живе, як сорока на тину — живе невлаштовано, непостійно
- Пише як сорока по тину — пише незгабно, неакуратно
- Тин городиться — щось затівається, створюється
- Ні двору ні тину — нічого не має
- І через тин не перегнеться — дуже ледачий
- Уперся мов кілок у тин — дуже уперся

### У піснях
|                            | Якби мені не тиночки Та не перелази, Ходив би я до дівчини По чотири рази |
| — Українська народна пісня |                                                                           |

### У літературі
|  | ...скрізь прегарний тин; по ньому в'ється хміль, на ньому висять горшки, з-поза нього соняшник показує свою сонцеподібну голову, червоніє мак, мигтять товсті гарбузи... Розкіш! Тин завжди приоздоблений такими речами, які роблять його ще мальовничішим: чи почепленою плахтою, чи сорочкою чи шароварами. В Миргороді немає ні злодійства, ні шахрайства, і через те кожен вивішує, що йому спаде на думку. Оригінальний текст (рос.) [...везде прекрасный плетень; по нем вьется хмель, на нем висят горшки, из-за него подсолнечник выказывает свою солнцеобразную голову, краснеет мак, мелькают толстые тыквы... Роскошь! Плетень всегда убран предметами, которые делают его еще более живописным: или напяленною плахтою, или сорочкою, или шароварами. В Миргороде нет ни воровства, ни мошенничества, и потому каждый вешает, что ему вдумается.. ] Помилка: {{Lang}}: текст вже має курсивний шрифт (допомога)— М. В. Гоголь «Повість про те, як посварився Іван Іванович з Іваном Никифоровичем» |

## Інше
- Словом «пліт» тепер також називають простий плавзасіб (первісно — з колод, товстого гілля). Українське «пліт» (дав.-рус. *плътъ) може також бути зв'язане зі словом «плести» (тобто «плетений», «зв'язаний»). Але більш прийнятою є версія, що це слово пов'язане з дієсловом «пливти»[26].
- Тинок — па в українському танці[10]
- Згідно зі Словарем української мови Б. Д. Грінченка, «вічним плотом» називали кам'яну огорожу[27].
- Тином також можуть називати вориння — огорожу з горизонтальних жердин.
- Тинівка (Prunella) — рід птахів родини Тинівкових ряду Горобцеподібних.
- Підтинник — інша назва ранника вузлуватого[28].
- Слово «ґрати» походить від лат. cratis (через старо-італ. crata і пол. krata, kraty). Латинське cratis буквально значить «плетінка», «пліт»[29].

## Галерея

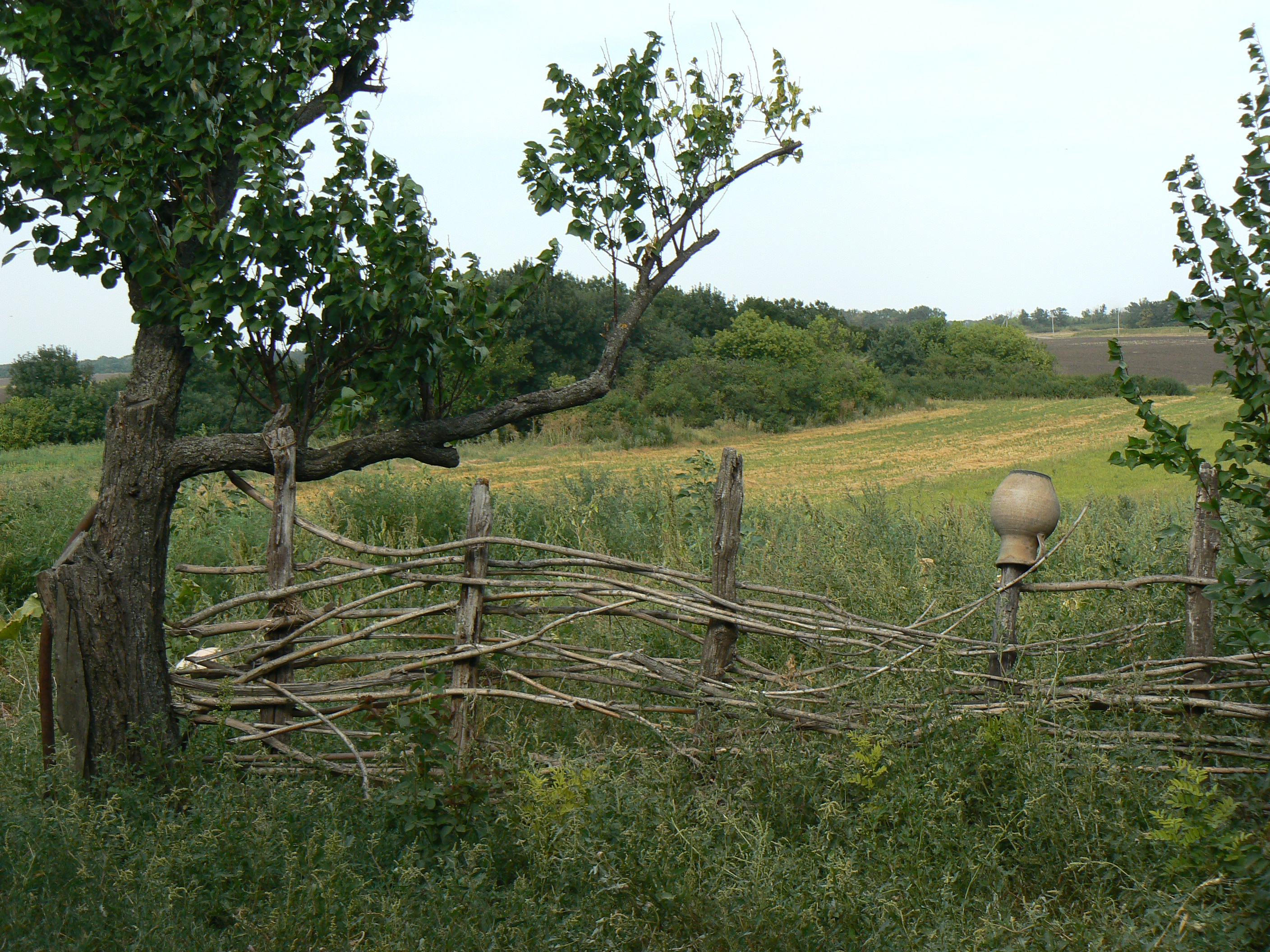
Тин у селі Орлинське (Україна)
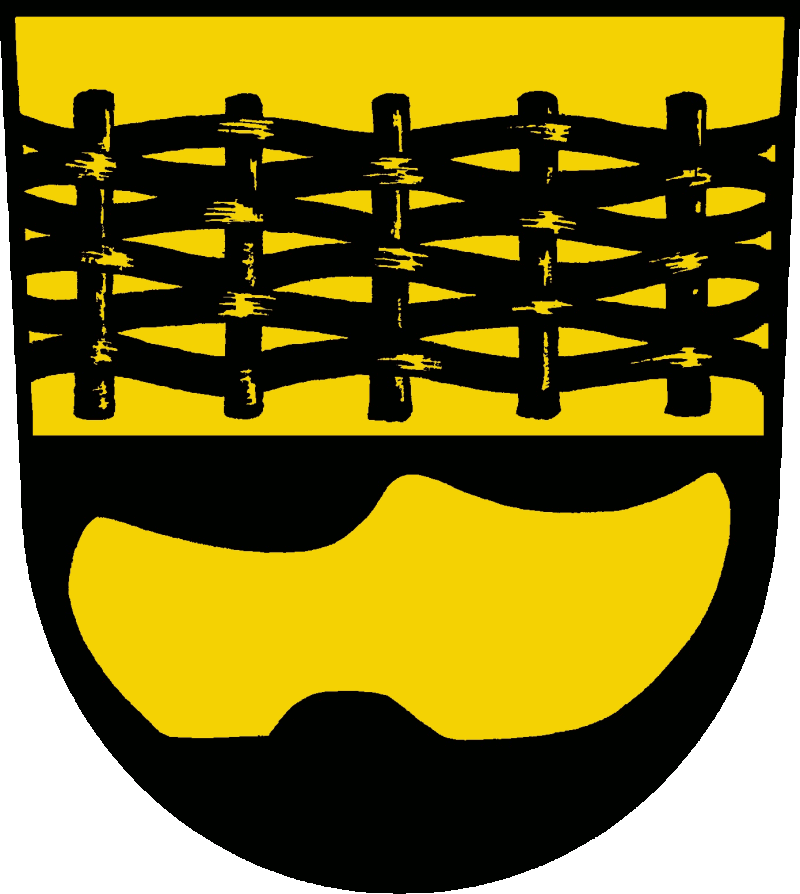
Тин на гербі Фрідріхсвальде (Німеччина)
Тин на гербі Гандорфа (Німеччина)
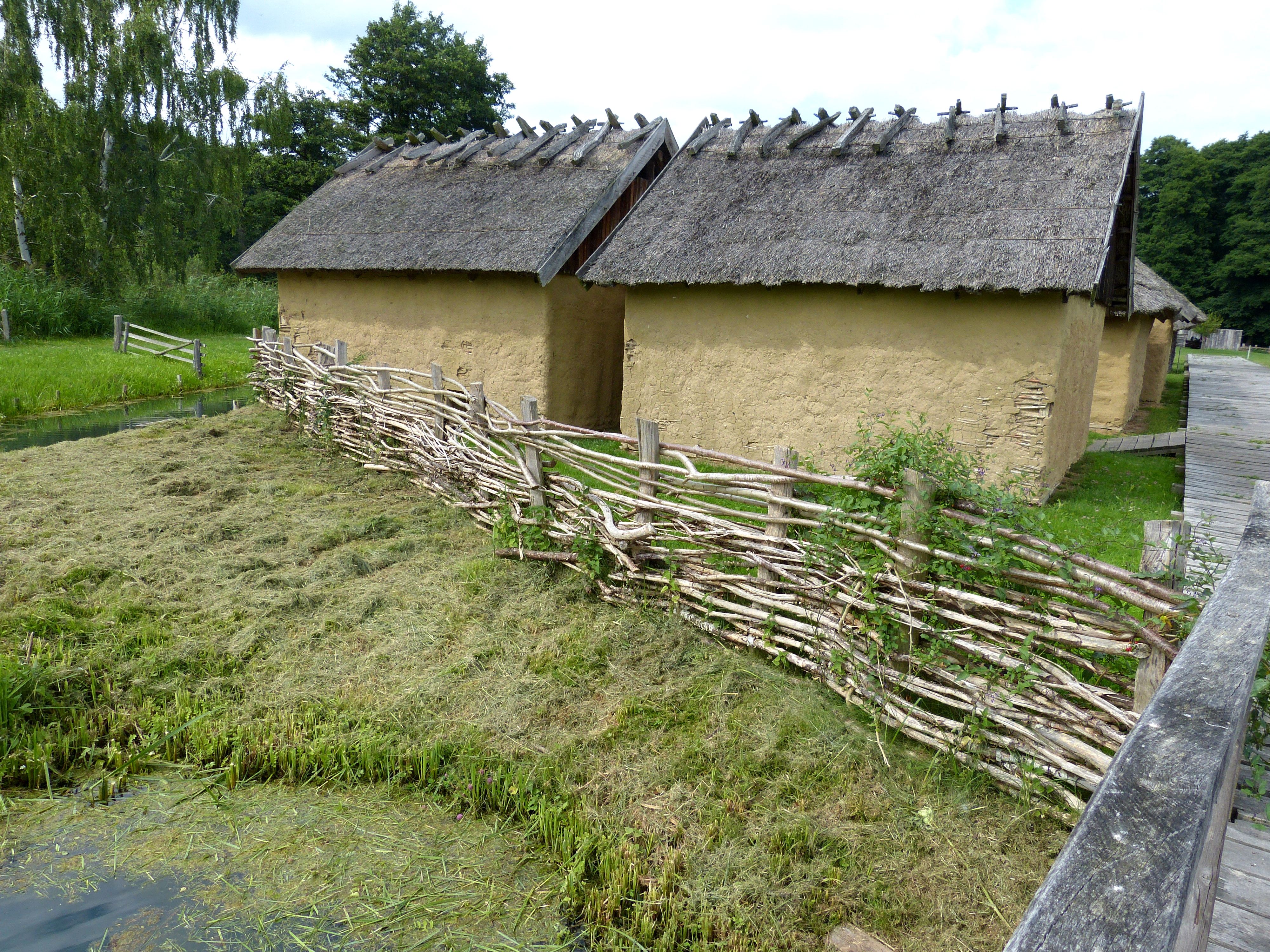
Тин у реконструкції слов'янського поселення у Мекленбурзі (Німеччина)
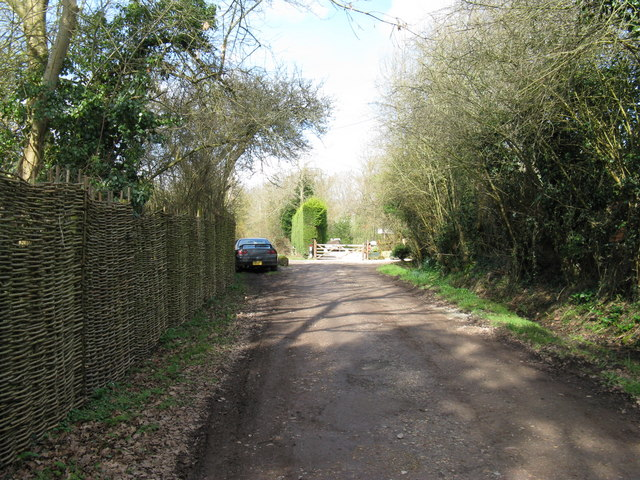
Тин у Західному Сасексі (Велика Британія)
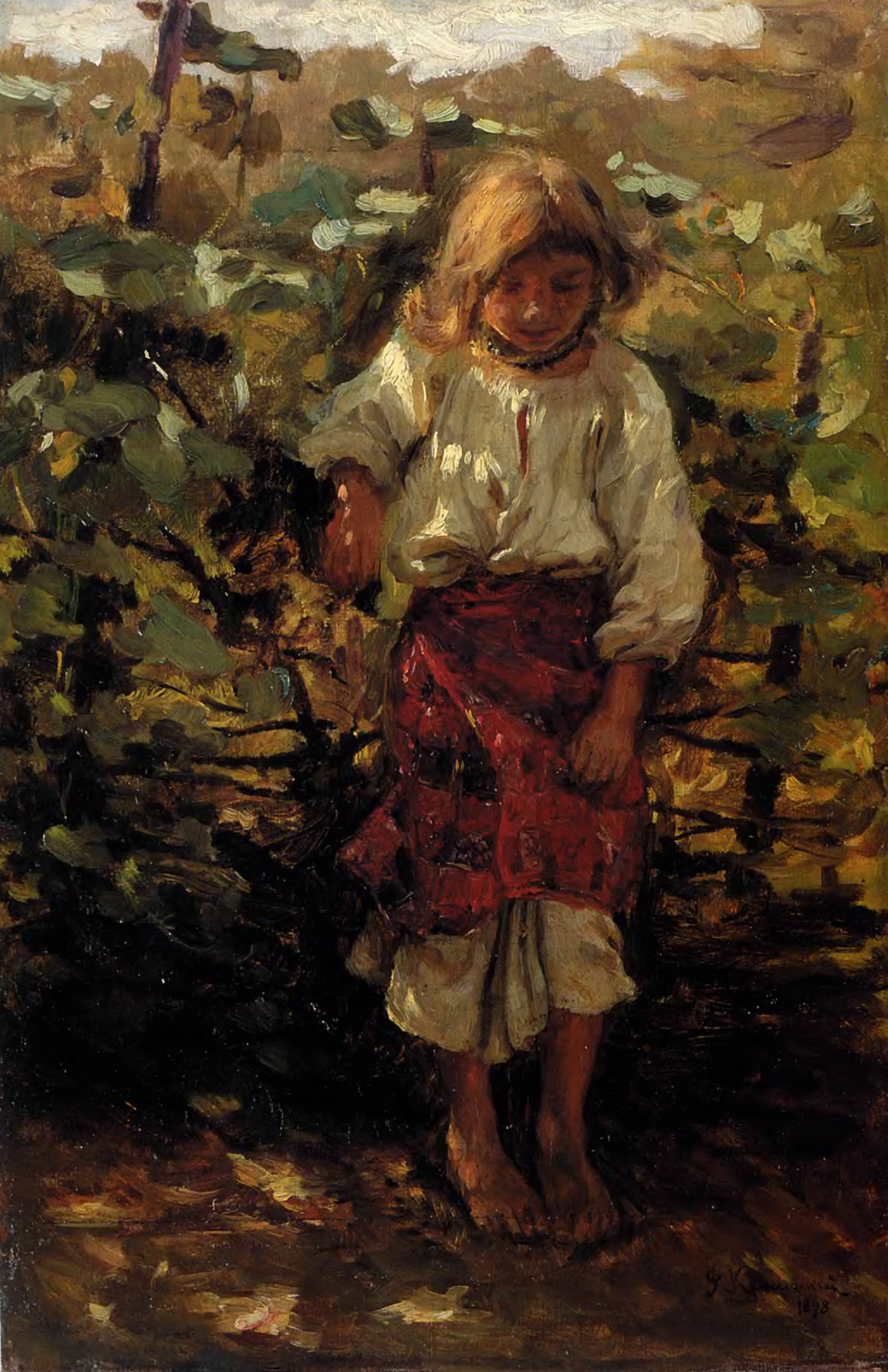
Фотій Красицький. Селянська дівчинка біля тину, 1898 рік